# Provincia de Awaji
La provincia de Awaji (淡路国 Awaji-no-kuni?) fue una provincia japonesa que consistía en la isla Awaji, entre Honshū y Shikoku, que ahora forma parte de la prefectura de Hyōgo. Formaba parte del circuito del Nankaidō. Su nombre abreviado era Tanshu (淡州?).
La capital provincial (kokufu) estaba en la ciudad de Minamiawaji y el Izanagi jinja fue designado como el principal santuario sintoísta (ichinomiya) para la provincia. La provincia de Awaji era un destino común para los exiliados políticos. El emperador Junnin fue exiliado en Awaji después de su abdicación hasta su muerte.